# MacKenzie Scott
Pour les articles homonymes, voir Bezos (homonymie) et Scott.
Ne doit pas être confondu avec Torres (chanteuse).
MacKenzie Scott (née MacKenzie Scott Tuttle le 7 avril 1970 à San Francisco) est une romancière américaine. Elle est connue également pour son implication dans Amazon, dont elle est cofondatrice, et ses dons philanthropiques.

## Biographie
MacKenzie Scott Tuttle est née le 7 avril 1970 à San Francisco, en Californie, d'un père planificateur financier et d'une mère femme au foyer.
Jusqu'en 1988, elle étudie à l'école Hotchkiss de Lakeville, dans le Connecticut. À la suite de la faillite de la société d’investissement de son père à la fin des années 1980, un prêt lui permet de prolonger ses études.
À l'université de Princeton, elle a pour professeur Toni Morrison, prix Nobel de littérature. Elle est également l'assistante de recherche de Toni Morrison pour son roman Jazz. Employée dans une société financière à la sortie de l'université, le fonds spéculatif new-yorkais D. E. Shaw, elle y rencontre Jeff Bezos, avec qui elle se marie quelques mois plus tard, en 1993. Lui a 29 ans et elle 23.
Elle cofonde l'entreprise Amazon, à Seattle, avec son mari, sur une idée de celui-ci. Elle devient l'une des premières employées de cette entreprise et s'implique fortement dans ce projet, au démarrage de l'activité, travaillant sur le nom de l'entreprise, le plan d'affaires, les comptes et l'expédition des premières commandes,. Elle négocie également le premier contrat de fret de l'entreprise. Puis elle préfère se concentrer sur sa famille et sa carrière littéraire,. Ils ont ensemble trois fils et adoptent une fille.
En 2005, Scott écrit son premier roman, The Testing of Luther Albright, grâce auquel elle remporte un American Book Award en 2006. Il lui a fallu dix ans pour l'écrire, ayant aussi entretemps aidé Jeff Bezos à construire Amazon, donné naissance à trois enfants, et ayant élevé leurs enfants, avec son mari. Elle publie un deuxième roman en 2013, Traps. En 2014, elle fonde ByStander Revolution, une plateforme contre le harcèlement.
En janvier 2019, Jeff Bezos annonce sur Twitter leur divorce, vingt-cinq ans après leur mariage, alors qu'un journal menace de dévoiler ses infidélités à son épouse. MacKenzie Bezos reçoit 25 % des parts d’Amazon de son ex-mari (soit 4 % des parts de la société), d’une valeur d'environ 35 milliards de dollars en 2019. « Je suis heureuse d’avoir achevé ce processus de dissolution de notre mariage, avec le soutien l’un de l’autre », indique-t-elle. De son côté, Jeff Bezos précise : « À l’heure où nos avenirs s’ouvrent, je sais que j’apprendrai toujours [de Mackenzie] ».
Après son divorce, elle change son nom en MacKenzie Scott, en utilisant son deuxième prénom (« middle name ») au lieu de son nom de famille. En mars 2021, elle se remarie avec Dan Jewett, professeur de sciences de lycée.
Elle est connue également pour ses dons : « J’ai une somme d’argent disproportionnée à partager. Mon approche de la philanthropie continuera d’être réfléchie. Cela prendra du temps, des efforts et des soins. Mais je n’attendrai pas. Et je continuerai jusqu’à ce que le coffre-fort soit vide », indique-t-elle. Sans avoir créé de fondation (ce qui lui permettrait notamment d’accéder à des avantages fiscaux), elle donne, souvent à de petites associations, et cible des domaines comme l’enfance, l’éducation, la lutte contre les discriminations. « Toute richesse est le produit d’un effort collectif… Les personnes qui luttent contre les inégalités méritent d’être au centre des histoires sur le changement qu’elles créent », explique-t-elle.
En 2022, le Wall Street Journal relève qu'elle a donné, en trois ans, 12 milliards de dollars à plus de mille associations philanthropiques.
Elle figure à la première place de la liste des femmes les plus puissantes du monde selon Forbes en 2021, puis à la neuvième place en 2024.

## Publications
- 2005 : The Testing of Luther Albright
- 2013 : Traps